# Brezje Miholečko
Brezje Miholečko falu Horvátországban Kapronca-Kőrös megyében. Közigazgatásilag  Sveti Petar Orehovechez tartozik.

## Fekvése
Kőröstől 13 km-re északnyugatra, községközpontjától 6 km-re délnyugatra fekszik.

## Története
A település nevét nyírfákban gazdag területéről kapta, nevének második tagja arra utal, hogy a közeli Miholec Szent Mihályról nevezett plébániájához tartozik. A zágrábi püspökség gradeci birtokának része volt.
A falunak 1857-ben 121,  1910-ben 269 lakosa volt. Trianonig Belovár-Kőrös vármegye Körösi járásához tartozott. 2001-ben 165 lakosa volt.